# 追凶
《追凶》（英語：Fairy Tale Killer；前名《索命童話》）是一部於2012年由彭發擔任導演而拍攝製作的香港犯罪劇情片，由刘青云、王宝强、江若琳及万绮雯领衔主演，本片是刘青云第22次演出警察角色，他也成为演警察最多的香港演员。

## 剧情简介
讲述警察（刘青云饰）为追踪一起离奇的“童话谋杀案”，与犯下一系列血腥命案的变态杀手（王宝强饰）鬥勇鬥狠的惊悚故事。

## 演员表
| 演員   | 角色   | 備註                                                                             |
| 刘青云 | 王韋漢 | 督察，以工作為借口不願回家，逃避面對兒子Ray患自閉症的事實，與妻兒關係緊張        |
| 王宝强 | 吳在軍 | 與王悅兒於同一孤兒院長大，自幼教育悅兒，有暴力傾向                               |
| 江若琳 | 王悅兒 | 與吳在軍於同一孤兒院長大，患有嚴重抑鬱症，拒絕與大部份人溝通                     |
| 万绮雯 | 惠     | 王韋漢之妻,育有一名患了抑鬱的兒子Ray,對兒子甚為仁慈,對丈夫逃避現實的態度非常不滿 |
| 盧惠光 | 老鬼   |                                                                                  |
| 江美儀 | 趙蘭   |                                                                                  |
| 林雪   | 張輝   |                                                                                  |
| 趙俊承 | 細仔   |                                                                                  |
| 梁俊一 |        | 鑒証人員                                                                         |
| 何尚謙 | 西門   |                                                                                  |
| 傅嘉莉 | 卡提   |                                                                                  |
| 駱應鈞 | 陳警司 |                                                                                  |
| 何浚尉 |        | 報案室警員                                                                       |
| 林司敏 |        | 糖果小姐                                                                         |
| BamBam | Ray    | 王韋漢、惠之子，患有自閉症                                                       |

## 创作
2010年6月25日在泰国开拍，主要在泰国取景拍摄。同年7月底结束泰国拍摄，转赴香港继续拍摄。